# Rise (The Rasmus)
Pour les articles homonymes, voir Rise.
Albums de The Rasmus
Dark Matters
(2017)
Rise est le dixième album du groupe finlandais de rock, The Rasmus.

## Liste des titres
| No  | Titre              | Durée |
| --- | ------------------ | ----- |
| 1.  | Live and Never Die | 4:05  |
| 2.  | Rise               | 3:55  |
| 3.  | Fireflies          | 3:24  |
| 4.  | Be Somebody        | 4:08  |
| 5.  | Odyssey            | 2:49  |
| 6.  | Jezebel            | 3:37  |
| 7.  | Endless Horizons   | 3:56  |
| 8.  | Clouds             | 3:17  |
| 9.  | Written in Blood   | 3:22  |
| 10. | Evil               | 5:00  |